# ويليام هنري فيتزهاغ
ويليام هنري فيتزهاغ هو سياسي أمريكي، ولد في 9 مارس 1792، وتوفي في 21 مايو 1830.